# Белотинци
 Тази статия е за селото в България.  За селото в Драмско, Гърция вижте Белотинци (дем Неврокоп).  
Бело̀тинци (изписване до 1945 година: Бѣлотинци)  е село в Северозападна България, в община Монтана, област Монтана.

## География
Село Горно Белотинци е разположено в северното подножие на Широка планина, която е част от планинската верига на Предбалкана. Предбалканът е нископланинска и хълмиста зона, разположена на север от Главната Старопланинска верига. Най-високият връх на Широка планина е връх Типчан – 941 метра надморска височина. Според подялбата на известния карстовед Владимир Попов, районът на село Белотинци попада в Белоградчишки карстов район и е изграден от триаски, юрски и кредни варовици. Покрай селото преминава река Карачица (по-известна като Кръчмарската бара), извираща от Широка планина. В местността Ломец се слива с Гюргишка бара и двете образуват Нечинска бара. Нечинска бара е десен приток на река Лом. По продължението на последната е образувано малко красиво дефиле във варовици с кредна възраст. Варовиците са наклонени към реката. Тук известна е местността Зановски зъбер с едноименната пещера. В близост са Котлите – малък водопад, при който водите на стесняващата се река преливат от котел в котел. От геоморфоложка гледна точка това са т.нар. еворзионни котли, образувани или по-точно издълбани от дейността на течащата вода. Котлите са 3 и накрая образуват дълбок вир. Дълбочината им е различна, като най-дълбокият е горният, който при пълноводие на реката достига и до 4 – 5 метра. В дълбокия Манастирски вир от ихтиофауната се срещат мрени, кленове, кротушки, физгуи и таранки. Спомената вече Зановска пещера – с дължина около 80 метра се намира след този вир и е разположена на левия склон на реката. Врелото е карстов извор, който е каптиран и всъщност водоснабдява околните села – Белотинци, Одоровци, Буковец и Черно поле. Над селото има и друга пещера – Мейова дупка, дълга 15 метра.
Като цяло по-стръмен е десният склон на Нечинска бара и по него виреят видове като дъб, ясен, клен, дрян, леска, глог и на отделни места и бръшлян. Левият склон, огряван от слънцето естествено е по-беден на растителност. Интересен растителен вид сред скалите, цъфтящ през пролетта е виолетовата перуника.
Климатът е умереноконтинентален. Средната януарска температура е около – 3 градуса, средната годишна е около 10 – 11 градуса. Летните температури са с окло 1 – 2 градуса по-ниски от тези в Дунавската равнина. Духат ветрове с различна посока, но преобладават западните и често проявление по северните склонове е вятърът фьон. Това е топъл, поривист вятър, който духа рано напролет и предизвиква бързо стопяване на снежната покривка.
Естествената растителност е предимно горска и храстова – благун, цер, габър, сребролистна липа, хиркански клен, покрай реката – върба, елша, от храстите най-радпространени са келяв гъбър, наричан от местните свинак, леска, чашкодрян, обикновен дрян, глог, шипка, къпина, от увивните имел, по варовиковите терени - смрадлика, люляк, божур. Интродуцирани видове, тоест изкуствено засадени са бял и черен бор, акация.
Фауната е представена предимно от евросибирски и европейски видове като зайци, диви свине, вълци, язовци, сърни, горска мишка, сънливец, фазани, яребици, соколи, гургулици, диви гълъби, малък орел.
Почвите са тъмносиви горски, а по карстовите терени са разпространени рендзините или това са т.нар. хумусно – карбонатни почви.
Интересен обект е Разчепати камък или наричан още Стоовци (Купните), който е свързан с една легенда. Това са червени пясъчници и конгломерати, които всъщност представляват продължение на Белоградчишките скали. Наколо местата са обрасли с шипки и къпини, срещат се по поляните и див червен карамфил, жълт кантарион, мащерка и др. В подножието на Разчепати камък е скалата Викалото, под която има надписи, все още неразчетени докрай от археолозите. Местни хора твърдят, че изкачвайки се януари месец на Разчепати камък при ясно време в посока север се вижда р. Дунав.
Друга забележителност е Царска поляна. За нея има легенда, че цар Борил е обтягал там своите шатри като е ловувал през лятото.
Други местности около селото са Бобанеца, Шуманица, Момин вир, Бъчвата, Подкваса, Хайдушки кладенец, Краището, Зъбера, Стубела, Средна полянка, Коизака.
В доловете почти навсякъде бликат изворчета и кладенчета с прясна студена вода. На едно такова място е построена каменна мечка (от Колчо Даскала), под която блика водата.
Като част от Предбалкана и тук традиционно се почита и празнува Празника на Балкана през август месец.
Местното население се занимава с бране на шипки, къпини, жълт кантарион, гъби. Преди селото има кариера за ломен камък и язовир.

## История
Известни са около 20 стари селища от района на Г. Белотинци
- 4 – праистория;
- 4 – 1век пр.н.е – 1век н.е.;
- 9 – 3-4 век н.е.;
- 4 – 6 век н.е.;
- 1 – втора БД;
- 4 – през турско;

На мястото на сегашното село е имало селище през последните 5-600 години, като по непотвърдени данни долната граница може да се свали до 1 век пр.н.е. В част от тези селища е имало няколко периода, през които е било населено някое от тях. Огромният брой от десетина населени места през 4 век говори за значителна популация през този период преди готските нашествия.
В тракийска могила до селото са намерени върхове на копия с удължена листовидна форма и висок релефен ръб от основата до върха.
Открити са следи от селище датирано към периода на бронзовата епоха XIX до IX век преди новата ера.
В началото на века, в района на селото, е намерен единият (от два известни)печата на цар Борил(1207-1218).
При избухването на Балканската война двама души от Белотинци са доброволци в Македоно-одринското опълчение.
По време на колективизацията в селото е създадено Трудово кооперативно земеделско стопанство „Живко Кръчмарски“ по името на местен комунистически функционер. През зимата на 1950 – 1951 година, по време на довелата до Кулските събития насилствена кампания за „масовизация“ на колективизацията, жители на селото са затваряни при селския бик, за да бъдат принудени да влязат в ТКЗС. При последната кампания за „масовизация“ след 1956 година председателят на местното ТКЗС е убит от селянин, който след това е осъден на смърт.

## Религии
християнска

## Обществени институции
Църквата „Свети Николай“ е построена и изографисана през 1866 г. от зографа Николай Константинов. Тя е обявена за паметник на културата, заради външните стенописи, които обаче не са опазени, и се рушат. Част от тях са непокътнати заради положения някога върху тях дебел слой варосване.

## Редовни събития
Съборът на селото е на 21 май, а Младежкият събор на 5-7 август (се празнуваше в МИНАЛОТО, а сега през първата събота и неделя на август-1-2.08.2009 г.).
Всяка пролет на 6 април се празнува езическият обичай Кукувиче. По поляни (сега само на „Средна полянка“) в покрайнините на селото вечер се събира цялото село. През деня младите правят купчини от стари гуми, слама, кукуржяк и вечерта палят огъня, първоначално малък и всички прескачат за здраве.

## Личности
- Фолк певецът Константин, по-точно къщата на неговия дядо е в селото. Дядо му е бил музикант, на него Константин посвещава песента, с която печели Пирин фолк.
- Росен Кузманов (Джальовски) – преподавател в Технически университет – София
- Тошко Милин – лечител